# Brzostowy
Brzostowy – nieoficjalna część wsi Byczki w Polsce w województwie łódzkim, w powiecie skierniewickim, w gminie Godzianów.
W latach 1975–1998 miejscowość administracyjnie należała do województwa skierniewickiego.
Nazwa z nadanym identyfikatorem SIMC występuje w zestawieniach archiwalnych TERYT z 1999 roku.